# Bentrup
Bentrup este o localitate care se află situat la 7 km și aparține de orașul Detmold. Localitatea este prima oară amintită în anul 1010 când a fost dăruit de împăratul Heinrich II, episcopului de „Meinwerk din Paderborn”.